# Сомерсет (графство)
Со́мерсет (англ. Somerset, МФА /ˈsʌmɚsɨt/, слухатиⓘ) — графство в Англії.
Історично північний кордон графства проходив по річці Ейвон, але в сучасну еру через розростання міста Бристоль він змістився на південь.
Сомерсет — сільськогосподарський район, відомий своїм сильним сидром. У 1825 році брати Сайрус та Джеймс Кларки створили тут всесвітньовідому фірму Clarks з виробництва взуття. Сомерсет має найбільший в Англії природний приріст населення.

## Персоналії
Серед відомих уродженців графства англійський філософ Джон Локк, письменник-фантаст Артур Кларк та композитор-кларнетист Бернард Стенлі Білк, математик Лав Оґастус Едвард Гаф.